# 梁家榮 (傳媒工作者)
梁家榮（英語：Leung Ka-wing，1952年12月16日—），暱稱「榮總」，曾任香港電台廣播處長、亞視新聞高級副總裁、無綫新聞經理與記者，其後於2021年退休離職。

## 簡介

### 生平
梁家榮在香港出生長大，1964年畢業於香港培正小學，1970年畢業於香港培正中學中六年級，1975年畢業於香港浸會學院傳理系

### 佳藝電視時期
1970年代中期，與梁家榮、蘇凌峰及趙應春曾在佳藝電視（佳視）擔任記者及主播，至於1978年8月22日因財困問題而宣佈倒閉後。

### 無綫電視時期

#### 無綫電視新聞部
1978年，梁家榮跟同期的蘇凌峰及趙應春等一眾會同轉職無綫電視新聞部，從佳藝電視轉到無綫電視，同年，1979年就成為無綫新聞工作者，後出任無綫新聞新聞記者及主播，曾於1980年代長期主持《六點半新聞報道》及《晚間新聞》，並曾於1981－86年間出任《新聞透視》的其中一位主持，其淡定、穩重作風甚為受觀眾歡迎。他當時亦是無綫僅有三位兼具報導及編輯資格的主播之一（另外兩位是徐忠明及袁志偉），並曾於1989年6月4日報導六四事件時擔任當日《六點半新聞報道》主播及編輯。梁後來在1990年底離開無綫新聞，並移居美國，在三藩市與同為無綫記者的斯美玲在當地中文電視台KTSF合作報導粵語新聞節目。
梁家榮於1993年底返回香港，並於1994年返回無綫電視新聞及資訊部出任新聞組經理兼《六點半新聞報道》主播，期間改革無綫新聞有關中英文譯名的制度。2000年於再次離開無綫新聞，羅燦接任無綫電視新聞及資訊部新聞經理，梁轉職《香港經濟日報》屬下的網上財經新聞網站「ETVision Limited」。後來ETVision Limited因科網泡沫爆破而停止營運，梁被調任同系的經濟日報出版社。

### 亞洲電視時期

#### 亞視新聞副總裁
梁家榮於2006年加入亞洲電視成為新聞部顧問兼副總裁，2007年七月初成為新聞部副總裁，其後在2007年12月退下新聞主播一職（而馮兆寧則重返《六點鐘新聞》作主播，但梁家榮於2009年2月12日解僱馮兆寧）。
梁家榮於2008年12月8日辭任亞視新聞部副總裁。2008年12月15日，梁家榮表示，留任亞視新聞及公共事務部，代由譚衛兒出任亞視新聞部副總裁。而因亞視新聞部高級副總裁關偉已於2008年12月8日辭任、重返無綫出任總經理助理，梁家榮2008年12月18日接替關偉晉升亞視新聞部高級副總裁。
2011年9月5日，亞洲電視宣佈，梁家榮以私人理由請辭亞視「高級副總裁（新聞及公共事務）」，即日生效，其職位則由副總裁（新聞及公共事務二部）劉瀾昌接任。亞視當晚的《六點鐘新聞》報道消息時播放梁家榮的錄音訪問，梁家榮解釋，因為盡了所有努力仍然未能阻止前中共中央總書記江澤民的亞視誤報江澤民死訊新聞出街後他引咎，梁家榮離開亞視並即時辭職。言下之意，應該指有亞視高層施壓，要求該報導當日非播出不可。亞視新聞部疑被干預事件也引起國際關注，英國廣播公司也有報道梁家榮辭職事件。
梁家榮辭任亞視新聞部工作後，從事顧問工作，並於轉投香港中文大學新聞與傳播學院擔任兼任講師。

### 廣播處長
2015年8月6日，香港特區政府宣布，經過公開及內部招聘後，委任梁家榮接替鄧忍光擔任廣播處長，8月7日履新。

### 離開香港電台
梁家榮在任廣播處長六年間，雖然管治質素被港府批評，亦頻頻被建制派及親中團體批評，但港台能大致保持編輯自主，包括製作「敏感」的社會議題節目和容許諷刺時弊的意見在港台出現。
梁家榮的廣播處長聘任合約原於2021年8月尾已屆滿，然而於2021年2月19日，政府宣佈梁家榮將提前離任，廣播處長一職由民政事務局副秘書長李百全於同年3月1日起接任。他的離職感言「驪駒在門。/ 同舟相隨五載半，激流蕩；相濡相忘，銘感五內。/ 寵辱無驚，去留無意。也無風雨也無晴。」引起文言和詩詞的解讀。

## 曾監製節目
- 亞洲電視本港台/亞洲台
  - 時事追擊
  - 金錢世界
  - 主播天下
  - ATV焦點
- 國際台/亞洲台
  - 時事內幕追擊

## 個人軼事
梁家榮的妻子是前電訊盈科公關胡雪姬，小姨是香港記者協會前主席胡麗雲，胞弟梁家權也是一名傳媒人。梁家榮曾經為昔日生前的舊同事伍晃榮（已故）的書《波係圓嘅：阿盲44年傳媒生涯回憶錄》寫序，也曾接受亞洲電視節目《電視風雲50年》訪問。
2008年12月28日下午，梁家榮駕駛私家車駕經旺角彌敦道664號對開近亞皆老街交界時撞傷一名年約44歲的女途人，女途人受傷送院，梁家榮則無礙。

## 相關
- 前無綫新聞人員列表
- 前亞視新聞人員列表
- 香港電台廣播處長
- 香港政府

## 外部連結
- 掌港台在望 梁家榮接受品格審查
- 老行尊回歸 梁家榮亞視出山 （页面存档备份，存于）
- 梁家榮留任亞視新聞部 （页面存档备份，存于）

| 商界職務      | 商界職務                                          | 商界職務      |
| ------------- | ------------------------------------------------- | ------------- |
| 前任： '      | 亞視新聞部副總裁 2007年7月－2008年12月8日         | 繼任： 譚衛兒 |
| 前任： 關偉   | 亞視新聞部高級副總裁 2008年12月18日－2011年9月5日 | 繼任： 劉瀾昌 |
| 政府职务      |                                                   |               |
| 前任： 鄧忍光 | 香港電台廣播處長 2015年8月7日－ 2021年2月28日     | 繼任： 李百全 |